# 天と地と SOUNDTRACK
『天と地と』（てんとちと）は、小室哲哉が1990年6月1日にEPIC・ソニーレコードよりリリースした、同年6月23日公開角川映画『天と地と』サウンドトラック・アルバム。規格品番はESCB-1057。

## 背景
『Digitalian is eating breakfast』制作時「広大なプロモーションビデオを見ているような感じ」をコンセプトとしたオリジナル・フル・インストゥルメンタル・ソロ・アルバム制作に取り掛かろうとした小室の元に劇伴制作のオファーが舞い込み、そのコンセプトを本作にスライドした。収録曲の「炎」は『Digitalian is eating breakfast』発売後のツアーにて一足早く披露されていた。小室は「この（劇伴制作の）仕事の依頼がなかったら、アルバム『Digitalian is eating breakfast』にインストの楽曲がもっと多く収録されていた」と答えている。
小室は正式に依頼を受けた際、新しい大作志向映画向けの音楽の制作手法として「典型的な生のオーケストラによるクラシック」に対抗し、「全てをシンセサイザーで作る」と決めた。
角川春樹には普段の「メロディラインだけ」のデモテープではなく「まだまだ荒さは残るけど、完成品が見える様な音色の広がりや迫力がわかる」組曲で構成されたデモテープを聞いてもらうことで、小室の意向を角川が汲んだ。
角川は「色々な楽曲を使わず、リプレイでやってくれ」と注文した。それに対し小室は「シンプル且つ、印象に残る強い曲」を第一に考えた。

## 録音
1989年4月から作曲作業に入り、その作業だけでも1年かけた。全体像が見えたのが1990年4月だった。「試写を繰り返して、小室が『いやだ』と感じたら、全てやり直して、気になる素材があったらストックしておく」という方法論は、これまでのTM・プロデュースでの提供作曲作業での「スケジュールを守るために、無駄な素材はほとんど出さない」方針をとっていた小室にとっては異例の作業だった。
小室・日向大介の間で「全ての音を鳴りも含めシンクラヴィアで録音・再現する」「相手の気配を感じる時の音無き音を録音する」という意向の元で大宮ソニックシティを借り切る形でレコーディングされ、別の日に「ホール内で大勢の観客が声を出さない状態の音」をサンプリングした。
楽器の響きをより厚く再現、且つ和楽器では出せない迫力を演出。その音源を映像と合わせるため、敢えて西洋楽器の生音をサンプリング。残響音の付け方を編集して、琴の音色に近づける等の工夫を凝らした。フルオーケストラに聞こえる音も、録った生音を一つひとつ最低25回はキーボードの手弾きで重ねて厚みを再現、そのトラック数は200を越えた。後に小室は「オーケストラでやった方が何十倍も楽だったね」と語っている。
和太鼓のパートもそのまま再生すると、SEとしての馬の蹄の音と被ってしまうため、一度和太鼓の音を録音した後、キーボードで和太鼓独自の強烈な厚みを引き出せる様に加工した。
シンセサイザーの音色の人工的な感触を除き、臨場感を持たせるため、1990年2月20日に1000人のファンを招待した大宮ソニックシティで公開録音を行い、あらかじめレコーディングを終えた音源をコンサートの要領で流し、ファンのざわめきから出来上がる空気感を拾った。
スケジュールを守るために割り切り、スタッフに聞かせる「完全版」・サラウンドに対応させるため、「この音色でないとダメ」という技術上の規制に対応。もし対応していない環境の映画館でもまずまず聞くことができる様に配慮した音色作りの「劇場公開用」・フレーズは同じだけど音色を全て変え、どの様に自分のアーティスティックなソロアルバムとして独立させるか拘り、仕上げに1990年4月上旬から1週間かけ録り直した「CD用」と3タイプのトラック・ダウンが行われた。

## 音楽性
戦国時代を表す音楽が中々思い浮かばなかったため、サイエンス・フィクションの雰囲気で作曲した。
制作スケジュールに比較的余裕があったので、映像編集・アフレコ・映画館の音響システムのチェックまで深く関わった。
始めに小室が脚本を読み込んで、シーン毎にテーマを決めて、事前に映像を見ないでラフな楽曲を作る。仮編集のときに角川が撮影した映像を付けて、そのデモ映像を見ながら角川と意見交換して、メロディの方向性をつかんだ後、同じ曲を2,3回作り直した。メインテーマ以外での細かく短い曲もあり、未収録楽曲・海外公開版のみで使用された楽曲も含めると制作した楽曲は40曲以上になる。このやりとりを通じて、小室が抱いたイメージは「性格が激しく、外に外れた“動”のタイプの武田信玄が曲として表現しやすいけど、今回は心を内に秘める“静”のタイプの上杉謙信が主人公。それだけに描きにくいけど、平面的な音楽にだけはしたくない」と気を引き締め挑んだ。
小室は本作の制作を通して「もともと映像に音楽を付けることが好きだから楽しかった。今回は作品にチラッと加わるのではなく、一人ひとりの役割分担がハッキリしていて、それぞれに責任が『一人がダメだと映画の全てがダメになる』っていう位にとても重い。『成功か、失敗かがかかっているんだ』という緊張感がやりがいに感じられて嬉しかった」「みんなが『絵と音がきれい』だと言ってくれる。やった甲斐があった」「これからの映画と音楽の一つのポイントになってくれたら」「それ以前はリズム主体でないと音楽を作れず、ミキシングの段階で消したとしてもリズムがあったという痕跡が残ってしまったが、リズム以外の発想でも音楽が作れるようになった」「音の入り方が1フレームずれるだけで全然違う」と語っている。

## 収録曲
全曲　作詞・作曲・編曲：小室哲哉
| #   | タイトル     | 作詞 | 作曲・編曲 | 時間 |
| --- | ------------ | ---- | ---------- | ---- |
| 1.  | 「滝」       |      |            | 2:47 |
| 2.  | 「落花」     |      |            | 6:32 |
| 3.  | 「標」       |      |            | 4:38 |
| 4.  | 「疾風」     |      |            | 1:28 |
| 5.  | 「黎明」     |      |            | 1:35 |
| 6.  | 「響」       |      |            | 6:58 |
| 7.  | 「躑躅」     |      |            | 1:45 |
| 8.  | 「文」       |      |            | 3:25 |
| 9.  | 「炎」       |      |            | 6:10 |
| 10. | 「宇宙」     |      |            | 4:15 |
| 11. | 「雫」       |      |            | 4:45 |
| 12. | 「天と地と」 |      |            | 6:20 |

## クレジット

### レコーディングメンバー
- 小室哲哉：Synclavier, Synthesizers, Acoustic Piano
- 久保こーじ：Production Assistant
- 日向大介：Synclavier Operate
- 秋葉淳：Synclavier Operate
- 浅倉大介 : Programming
- 仙波清彦：Kozutsumi, fue, percussions
- せんばさたろう：Ozutsumi
- せんばかずのり：Kodaiko
- 平ヶ倉良枝：Percussions
- Suzanne K.Kim：Backing Vocals
- 秋本奈緒美：Backing Vocals
- 杉並児童合唱団：Chorus
- 小野雅司：Percussions

### スタッフ
- Producer：小室哲哉
- Co-Produce, Recorded：日向大介（A.V.R.CORPORATION）
- Mixed：伊東俊郎
- Assisted : 深尾浩太郎, 香椎茂樹
- Mastered：田中三一
- Executive Producer：小坂洋二
- A&R：山口三平（EPIC/SONY RECORDS）
- A&R（London）：大竹健
- Art-direction, Design：高橋伸明（bahaty)
- Artist photography : 大川直人
- Supervisor：角川春樹